# Spekpolder

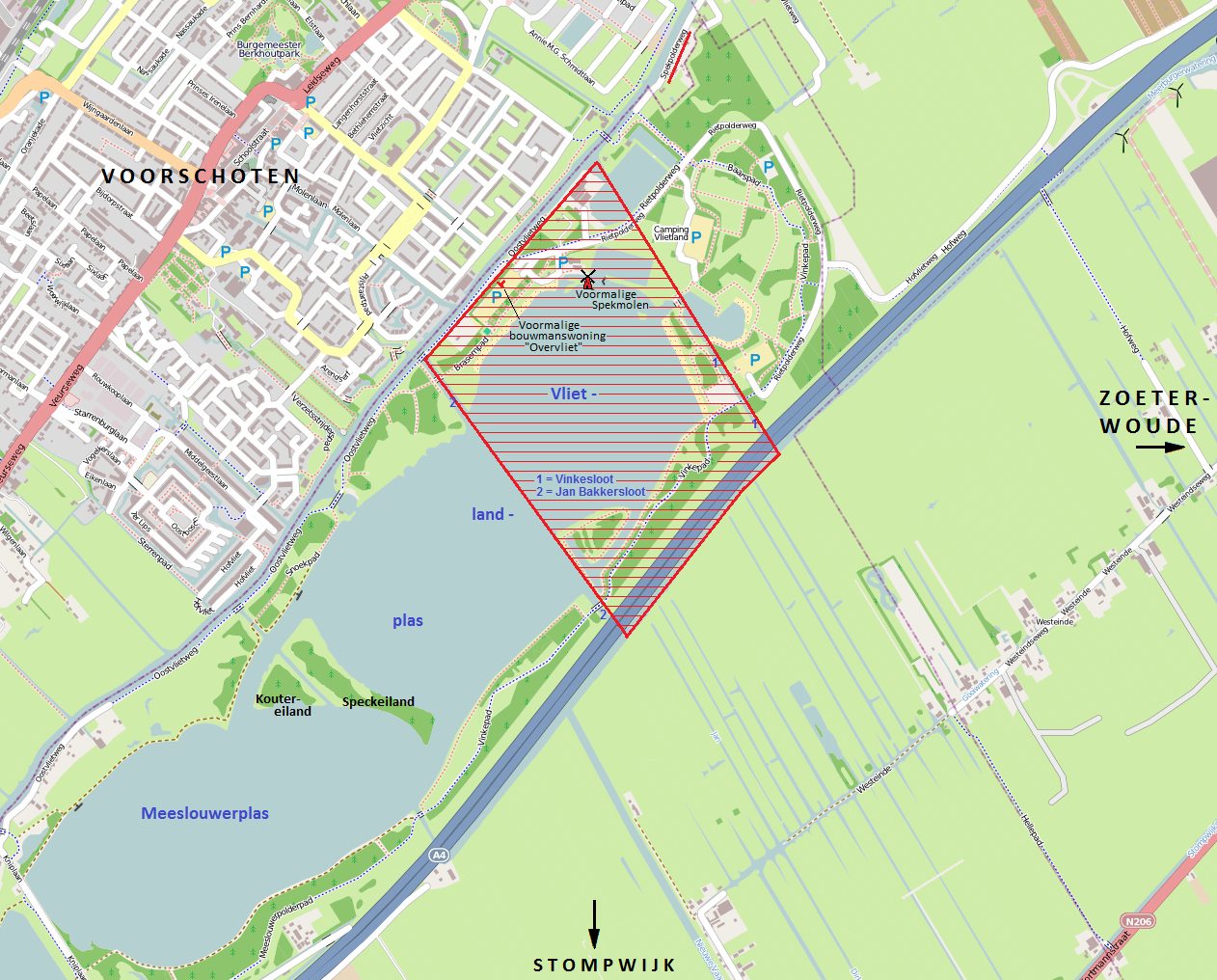
Huidige situatie: de Spekpolder is vrijwel geheel verdwenen. Aangegeven zijn o.m. de locaties van de voormalige molen en de restanten van de sloten die de grens van de polder vormden.

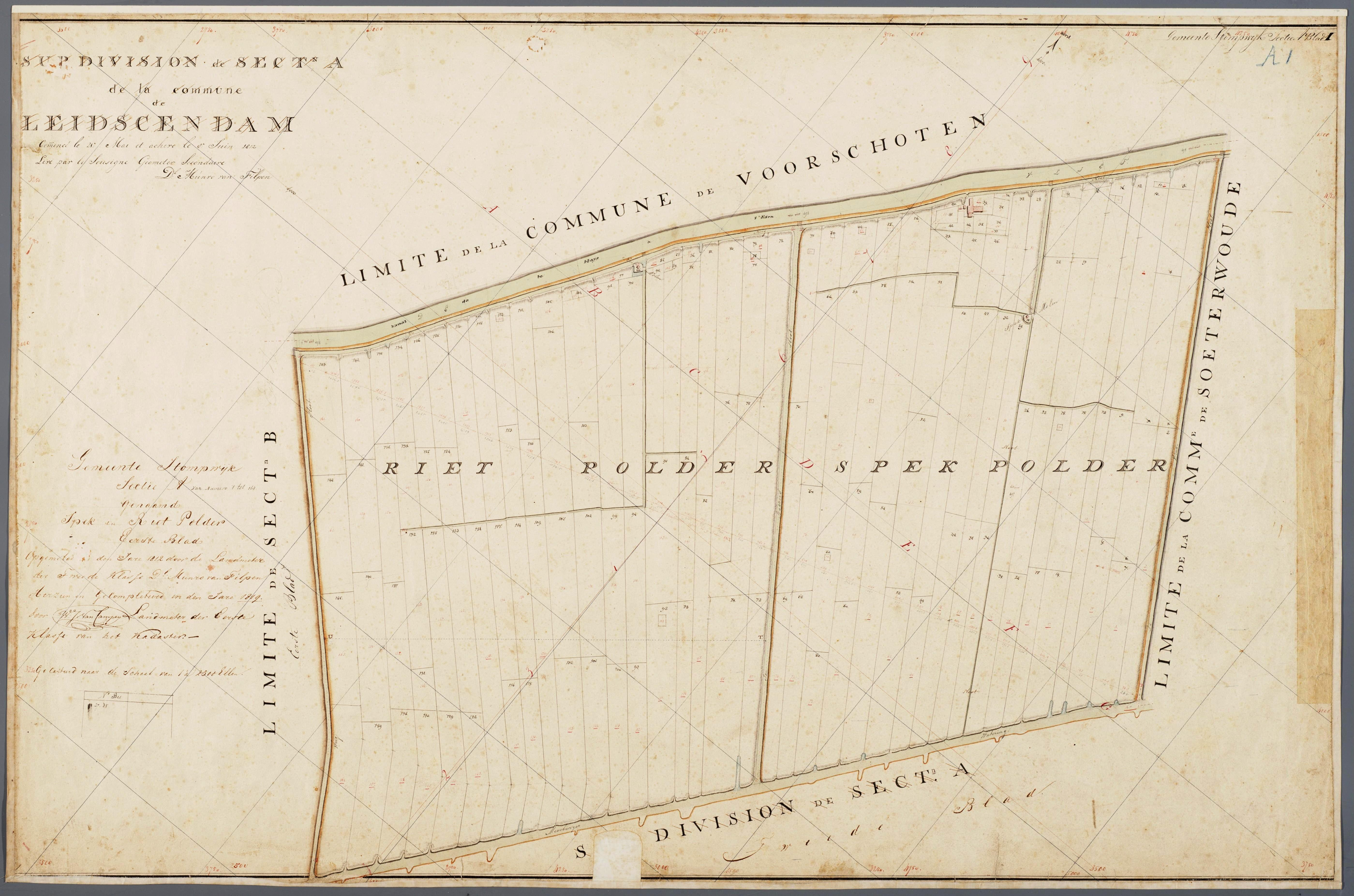
Kadasterkaart van de Spekpolder uit 1812.

De Spekpolder (vroeger: Specken Polder) was een polder (en een waterschap) in de Nederlandse provincie Zuid-Holland, gelegen in wat nu het uiterste noorden is van de gemeente Leidschendam-Voorburg. 
De polder werd in de jaren 1969-1984 vrijwel geheel afgegraven voor zandwinning. Op de locatie van de vroegere polder bevindt zich tegenwoordig de noordelijke helft van de Vlietlandplas in het recreatiegebied Vlietland. Het gebied is eigendom van de provincie Zuid-Holland; het exploitatierecht is in handen van Recreatiecentrum Vlietland BV.

## Geografie
De Spekpolder was ruitvormig en grensde in het noordwesten aan het Rijn-Schiekanaal (ook Vliet genaamd, tevens de grens met de gemeente Voorschoten); in het noordoosten aan de Vinkesloot (ook Scheijsloot of Scheyt Sloot genoemd, omdat deze sloot de scheiding vormt met de gemeente Zoeterwoude); in het zuidoosten aan de Meerburgerwatering (tevens grens met de Groote Westeindsche Polder) en in het zuidwesten aan de Jan Bakkersloot (ook wel Bakkersloot; in de 17e eeuw Ary Woutersz. Sloot genoemd), tevens grens met de Rietpolder. Ook deze Rietpolder viel ten prooi aan de zandafgravingen. Van de Jan Bakkersloot en de Vinkesloot resteren nog slechts korte stukjes.
De polder had een oppervlakte van 85 bunder en lag gemiddeld 1,5 – 1,7 m beneden NAP.

## Waterstaatkundige indeling
De Spekpolder bestond 400 jaar lang als zelfstandig waterschap, tot 31 december 1978. Per 1 januari 1979 ging de Spekpolder (die toen al vrijwel geheel afgegraven was) met 14 andere polders op in het Waterschap De Ommedijck. In 1990 fuseerde De Ommedijck met het Waterschap Noordwoude tot het Waterschap Meer en Woude, dat op zijn beurt in 1999 fuseerde met het Waterschap De Gouwelanden tot het Waterschap Wilck en Wiericke. Op 1 januari 2005 gingen de drie Waterschappen Wilck en Wiericke, Groot-Haarlemmermeer en De Oude Rijnstromen op in het Hoogheemraadschap van Rijnland.

## Naam en ontstaan
Over de herkomst van de naam Spekpolder zijn meerdere theorieën. De polder zou zo genoemd zijn omdat de Spanjaarden, die vanwege hun eetgewoonten de bijnaam "Spekken" hadden, na het beleg van Leiden in 1573-1574 de wijk namen naar dit terrein. Volgens een andere theorie is de naam afkomstig van een zekere Pieter Gerritsz Speck, die in 1641 aan het Hoogheemraadschap toestemming vroeg om in de 'Specken Polder' een 'speelhuys' met beplanting neer te mogen zetten. De polder zou genoemd zijn naar deze familie.
In het verlengde hiervan is er ook onzekerheid over het ontstaan van de polder. Een kaart van het Hoogheemraadschap uit 1615 laat op de plek van de polder nog een blinde vlek zien, maar ca. 30 jaar later is er in het noordelijke deel van Stompwijk de 'Specken polder'. Het verzoek van Pieter Gerritsz Speck uit 1641 is de oudst bekende verwijzing naar de polder in het archief van het Hoogheemraadschap. Anderzijds wijst het verhaal met de Spanjaarden erop dat de polder kort na het Beleg van Leiden al zou hebben bestaan; in dit verband wordt 1578 genoemd.
Een andere aanwijzing voor het ontstaan van de polder in of vóór 1578 is dat Pieter Speck geen toestemming voor het speelhuys kreeg omdat het Hoogheemraadschap slechte ervaringen had opgedaan in 1578 toen Speck's grootvader op die plek dicht opeenstaande bosschages had die de wind uit de molen wegnamen. Ook de voorgenomen bebouwing (het speelhuys) zou zo'n gevolg kunnen hebben. De aanwezigheid van een molen en bemoeienis van de autoriteiten zouden erop kunnen wijzen dat de polder toen reeds bestond.

## Molen
De Spekpolder werd bemalen door een wipmolen waarvan het bouwjaar onduidelijk is, doch die in elk geval van vóór 1647 dateerde en er wellicht al stond rond 1578. Deze zogenaamde Spekmolen (vroeger: Specken Mole) sloeg uit op de Vliet via een ca. 240 m lang kanaal dat vanuit de Vliet in de polder stak (een zogenaamde voorboezem). De molen werd rond 1926 gesloopt en vervangen door een Hercules-windmotor. Er zijn voor zover bekend geen afbeeldingen van bewaard gebleven.

## Recente geschiedenis, afgraving
Topografische kaarten tonen dat vanaf begin 19e eeuw de polder slechts één boerderij telde, genaamd Overvliet, gelegen aan de Vliet tegenover Voorschoten en via een pontje daarmee verbonden. Aan de tegenovergestelde (zuidelijke) zijde werd in de jaren 1950 Rijksweg A4 aangelegd langs de Meerburgerwatering. Deze weg tastte het agrarische gebruik van de polder nauwelijks aan en er werd veeteelt bedreven tot 1969.
Maar omdat er in de Spekpolder (en in de aangrenzende Rietpolder, Hofpolder en een deel van de Meeslouwerpolder) 10 à 12 meter onder het oppervlak een zandlaag lag, en omdat er eind jaren 60 een grote behoefte aan zand ontstond ten behoeve van wegen- en woningbouw,
werden rond 1968 alle gronden in de vier polders gekocht door een aannemerscombinatie en een aantal particulieren die grote mogelijkheden zagen in zandwinning. De bebouwing verdween, het voormalige grasland werd ingedijkt en geschikt gemaakt voor ontgronding en zandwinning. Toestemming tot ontzanding werd verleend aan het Recreatiecentrum Rijnland BV (RCR). Op 15 dec. 1969 werd de dijk tussen de Vliet en de Spek- en Rietpolder doorgestoken door burgemeester Kolfschoten van Leidschendam; de polders liepen vol en de ontzanding kon beginnen. In feite hielden beide polders op die dag op te bestaan. De 12 m dikke laag bovengrond werd er eerst uitgehaald om daarna langs de randen van de ontstane plassen te worden opgespoten.

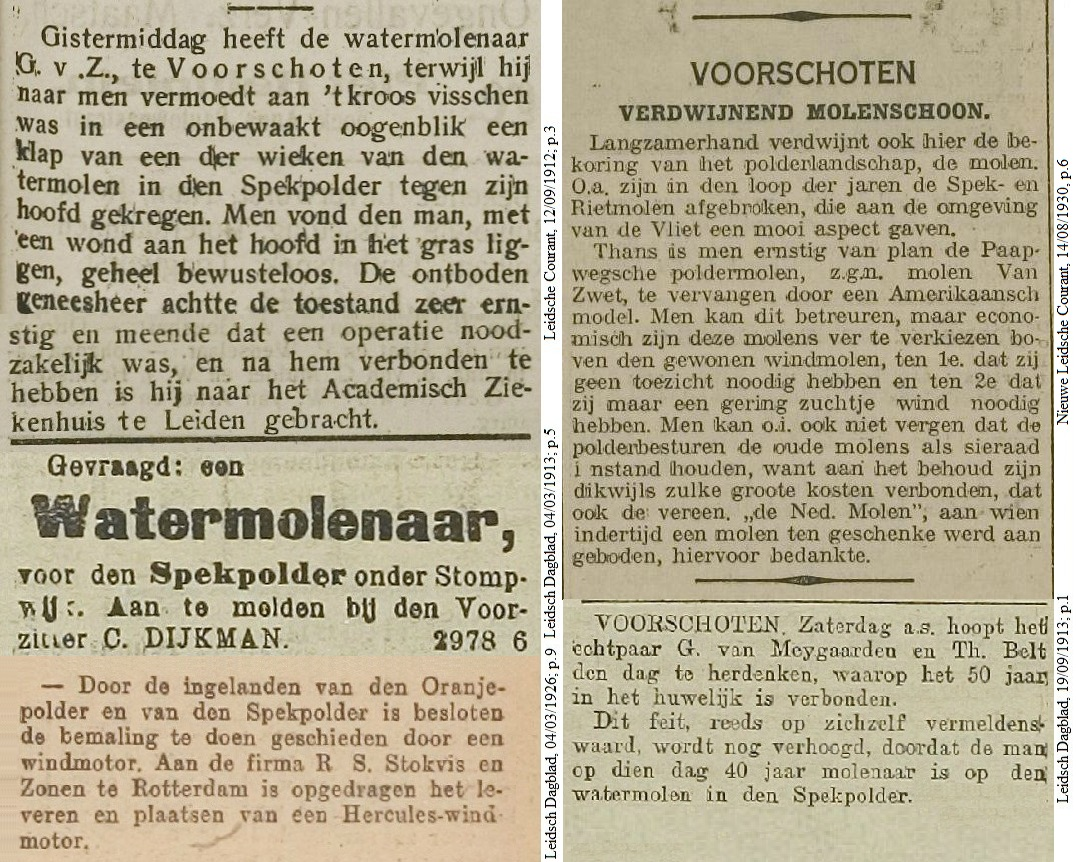
Enkele oude krantenartikelen over de Spekpolder en Spekmolen
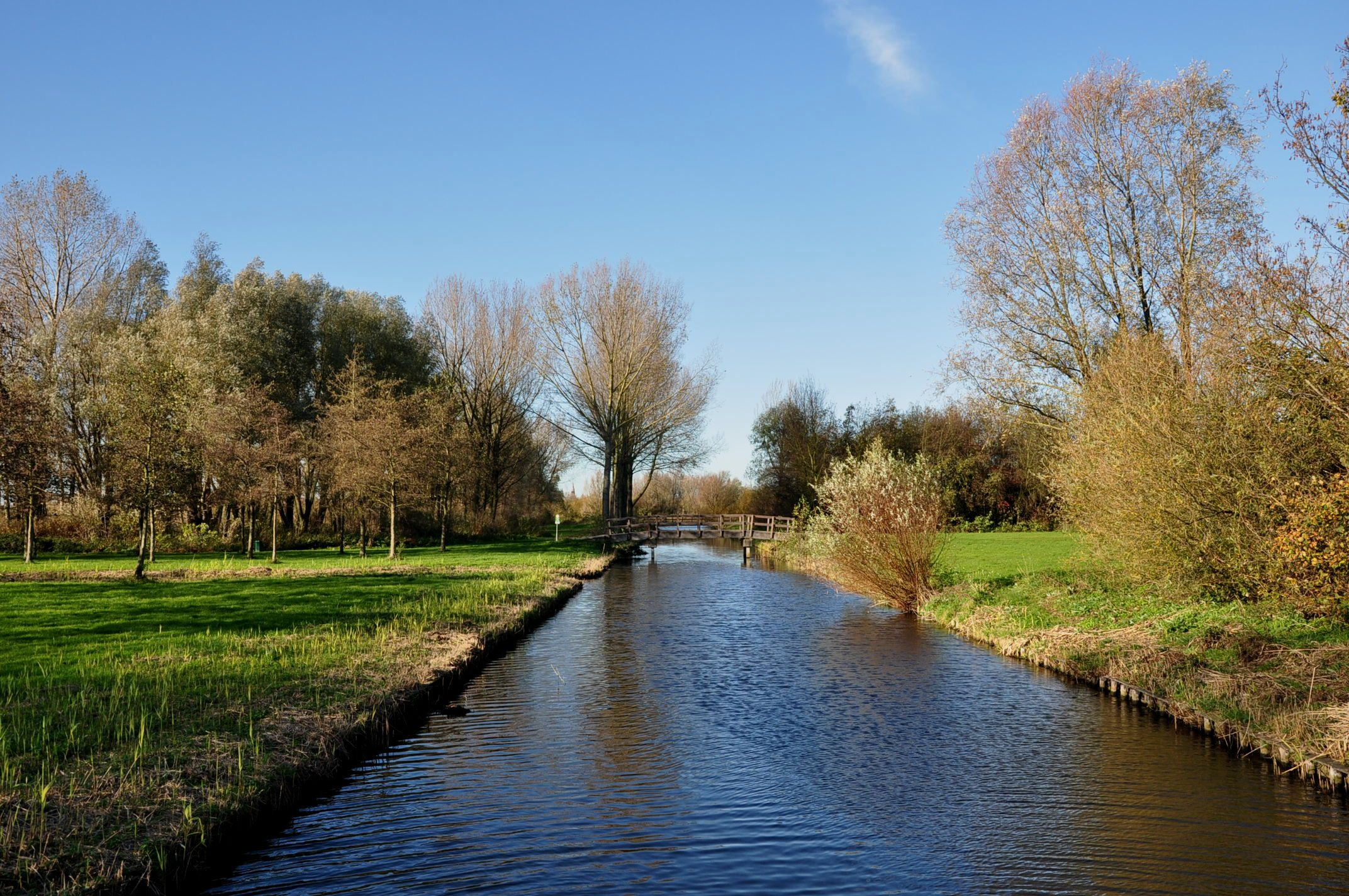
De Vinkesloot in het recreatiegebied Vlietland markeert de grens tussen de vroegere Spekpolder (links) en de Hofpolder (rechts). Deze sloot was vroeger ook de grens tussen de gemeenten Leidschendam en Zoeterwoude.
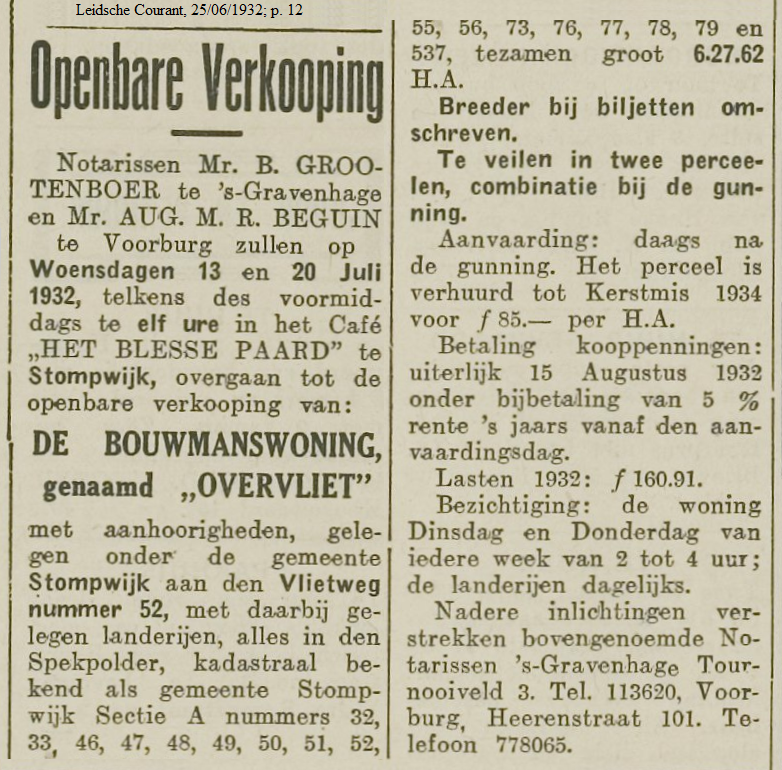
Oud krantenartikel over de veiling van boerderij "Overvliet"
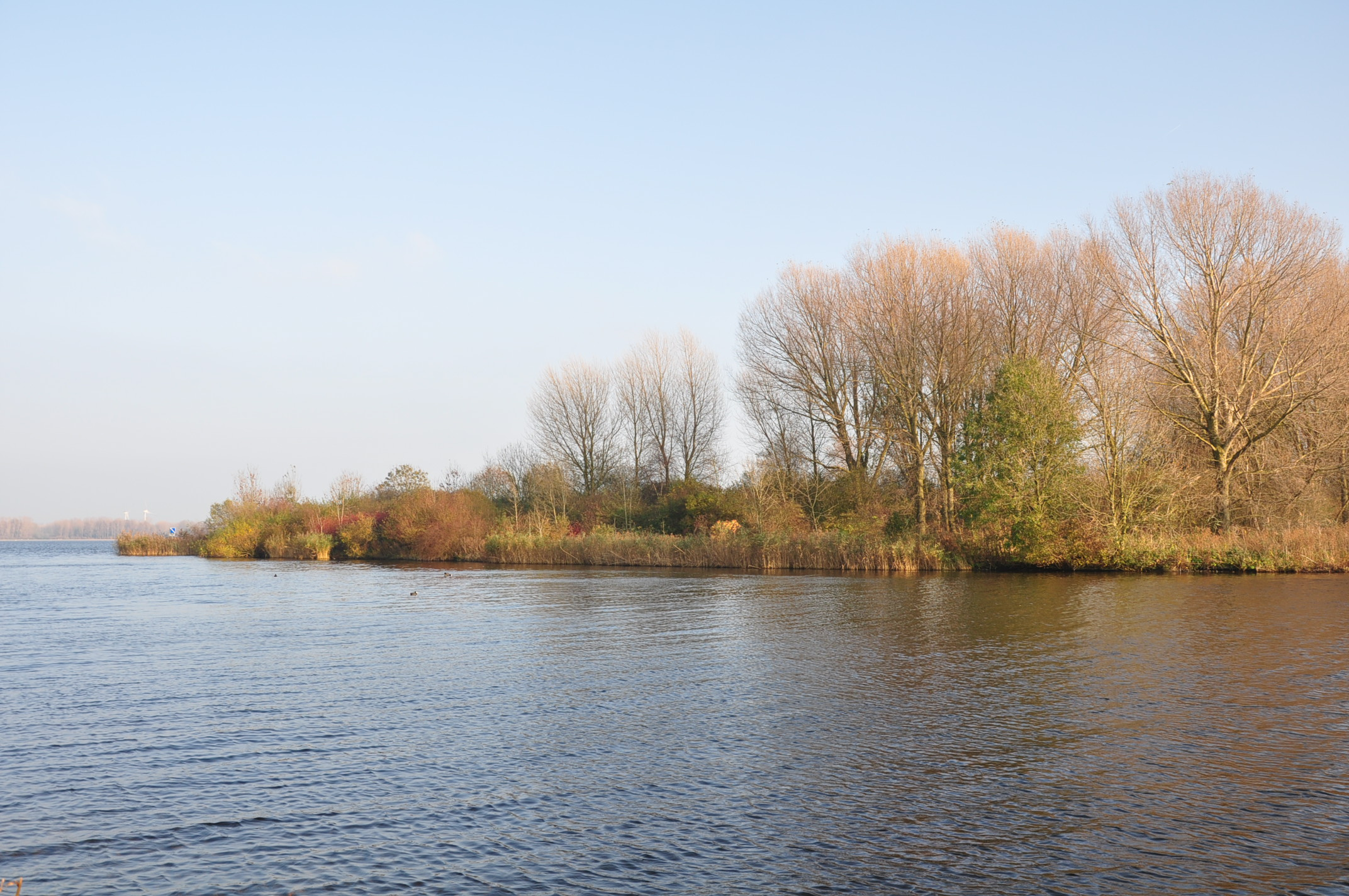
Speckeiland in de Vlietlandplas.
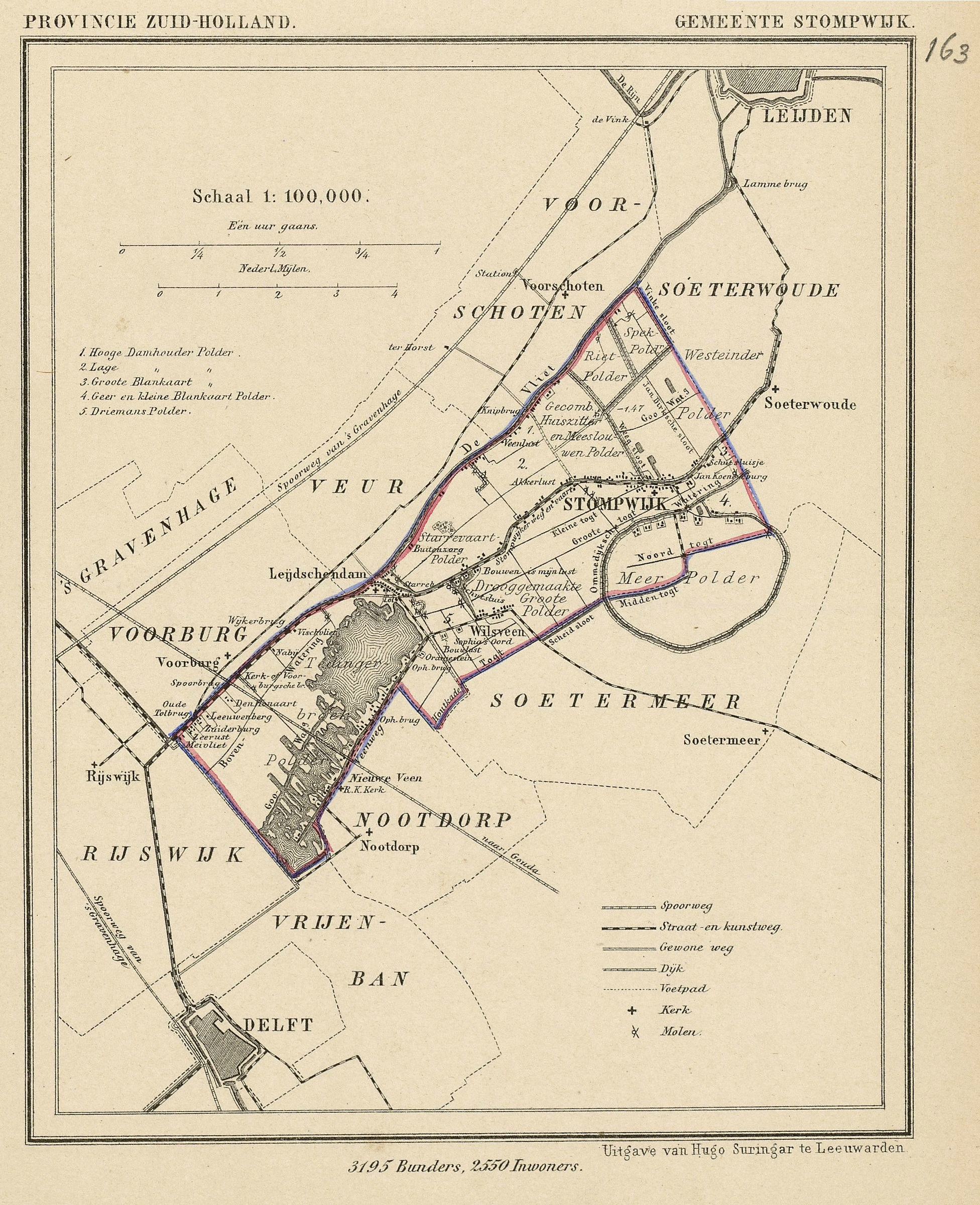
Ligging van de Spekpolder in het uiterste noorden van de (voormalige) gemeente Stompwijk. Kaart van ca. 1870.

Door een stagnerende markt voor zand werd de afgraving midden jaren 70 stilgelegd en kwam R.C.R. in betalingsproblemen. De provincie Zuid-Holland kocht de terreinen in 1977 en het recht op verdere ontzanding en tot ontwikkeling en particuliere exploitatie van gronden werd overgedragen aan Koninklijke Wegenbouw Stevin BV. Stevin nam zich voor er 14 miljoen kubieke meter zand te winnen en er een recreatiegebied aan te leggen. Maar ook Stevin leed onder een stagnerende afzet van zand. Door de vertraging ontwikkelde de braak liggende Meeslouwerpolder zich langzaam tot een waardevol natuurgebied dat bij hervatting van de zandwinning verloren zou gaan, een kwestie waartegen de Vogelwerkgroep 'Vlietland' en de Werkgroep Milieubeheer Leiden in geweer kwamen. Gedeputeerde Staten richtte daarop de Werkgroep Inrichting Vlietland op die moest onderzoeken of het zand niet op andere wijze kon worden gewonnen. De milieubeweging riep om de aanleg van vervangende natuur indien afgraving van de Meeslouwerpolder onontkoombaar zou blijken. Bovendien werden Stevin's plannen voor het recreatiegebied keer op keer door de gemeente Leidschendam afgewezen. Door alle vertragingen werd het recreatiegebied 'Vlietland' pas in 1984 in gebruik genomen, 15 jaar na het begin van de werkzaamheden. Het recht op particuliere exploitatie werd door Stevin in hetzelfde jaar als branche-vreemde activiteit afgestoten en kwam in handen van Recreatiecentrum Vlietland B.V., die nog steeds houder van deze rechten is. Naast de Spekpolder en Rietpolder ontkwam uiteindelijk ook de Meeslouwerpolder niet aan ontzanding; ter compensatie werd de Vogelplas Starrevaart aangelegd. Op de plaats van de voormalige Spekpolder ligt nu de noordelijke helft van de 30 m diepe Vlietlandplas.

## Toekomst
De toekomst van de restanten van de Spekpolder (eigenlijk dus: van het betreffende deel van Recreatiegebied Vlietland) is beschreven in het Bestemmingsplan Vlietland noordoost 2005 van de gemeente Leidschendam-Voorburg. De uitvoering van dit plan werd vanwege bezwaarschriften vertraagd. Hoewel de Raad van State deze bezwaren in juli 2010 verwierp zijn er nog geen werkzaamheden aangevangen.

## Namen
Momenteel herinneren er alleen nog wat namen aan de verdwenen polder, zoals de Spekpolderweg in het recreatiegebied Vlietland en het Speckeneiland tussen de Vlietlandplas en de Meeslouwerplas. Vreemd genoeg liggen zowel deze weg als dit eiland net buiten het gebied van de vroegere Spekpolder. Het Bakkerpad en het Vinkepad in het recreatiegebied verwijzen naar de Jan Bakkersloot resp. de Vinkesloot.